# Escut d'Esponellà

Escut oficial d'Esponellà

L'escut oficial d'Esponellà té el següent blasonament:
Escut caironat partit: 1r. d'argent; 2n. de gules; ressaltant sobre la partició un pont de 5 ulls de l'un en l'altre. Per timbre una corona de baró.

## Història
Va ser aprovat el 29 de gener del 2001 i publicat al DOGC el 13 de febrer del mateix any amb el número 3326.
El pont representa que hi ha al poble sobre el Fluvià, de 156 metres de llarg i sis arcs. Construït el 1442, fou reconstruït dos cops: el 1903 i el 1936. La corona recorda que Esponellà fou centre d'una baronia a partir de 1717, atorgada per Carles VI d'Àustria a Gaspar de Berard i de Cortiada, senyor del castell de la localitat.